# Schloss Wädenswil

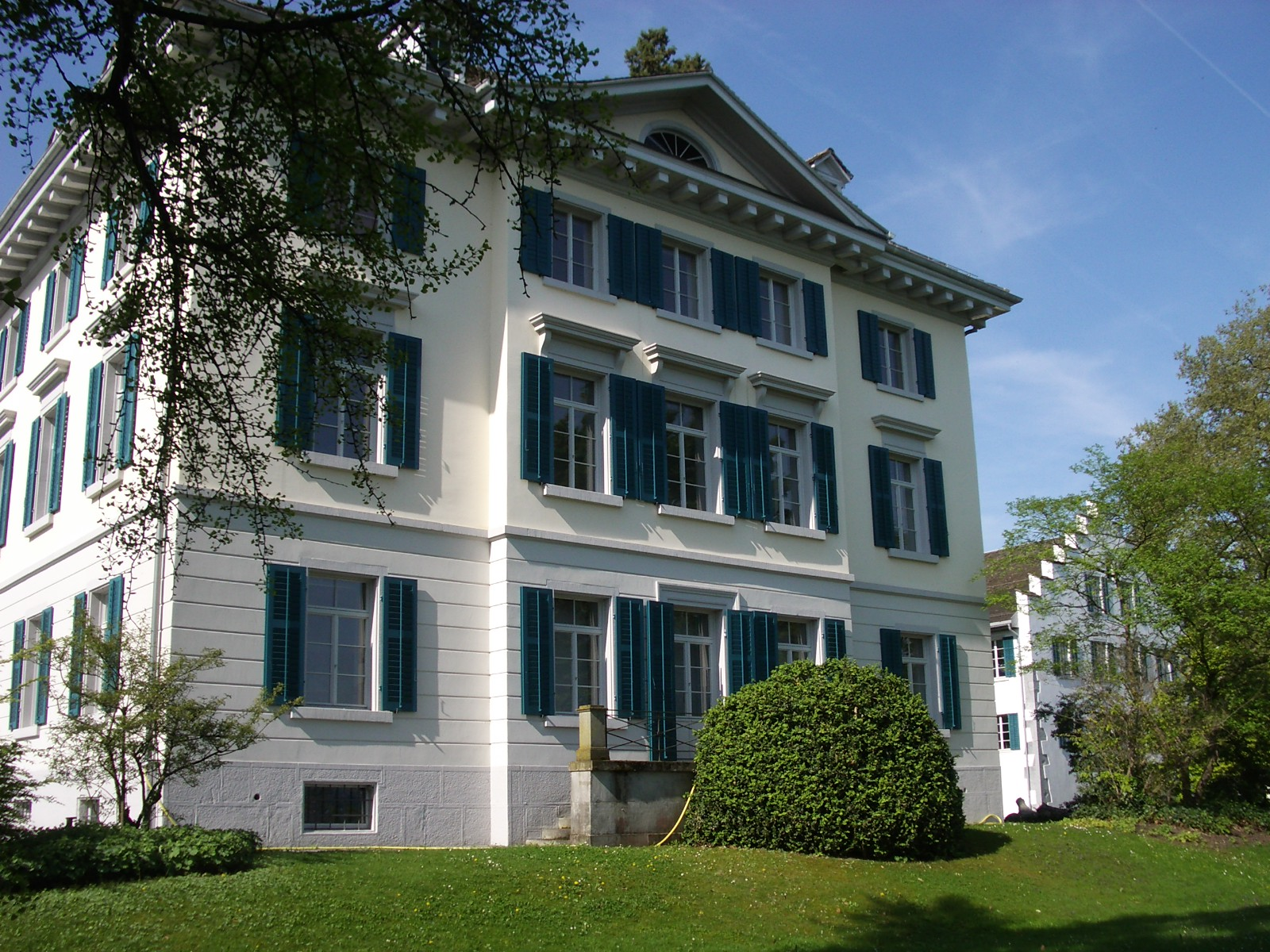
Hauptgebäude des Schlosses Wädenswil

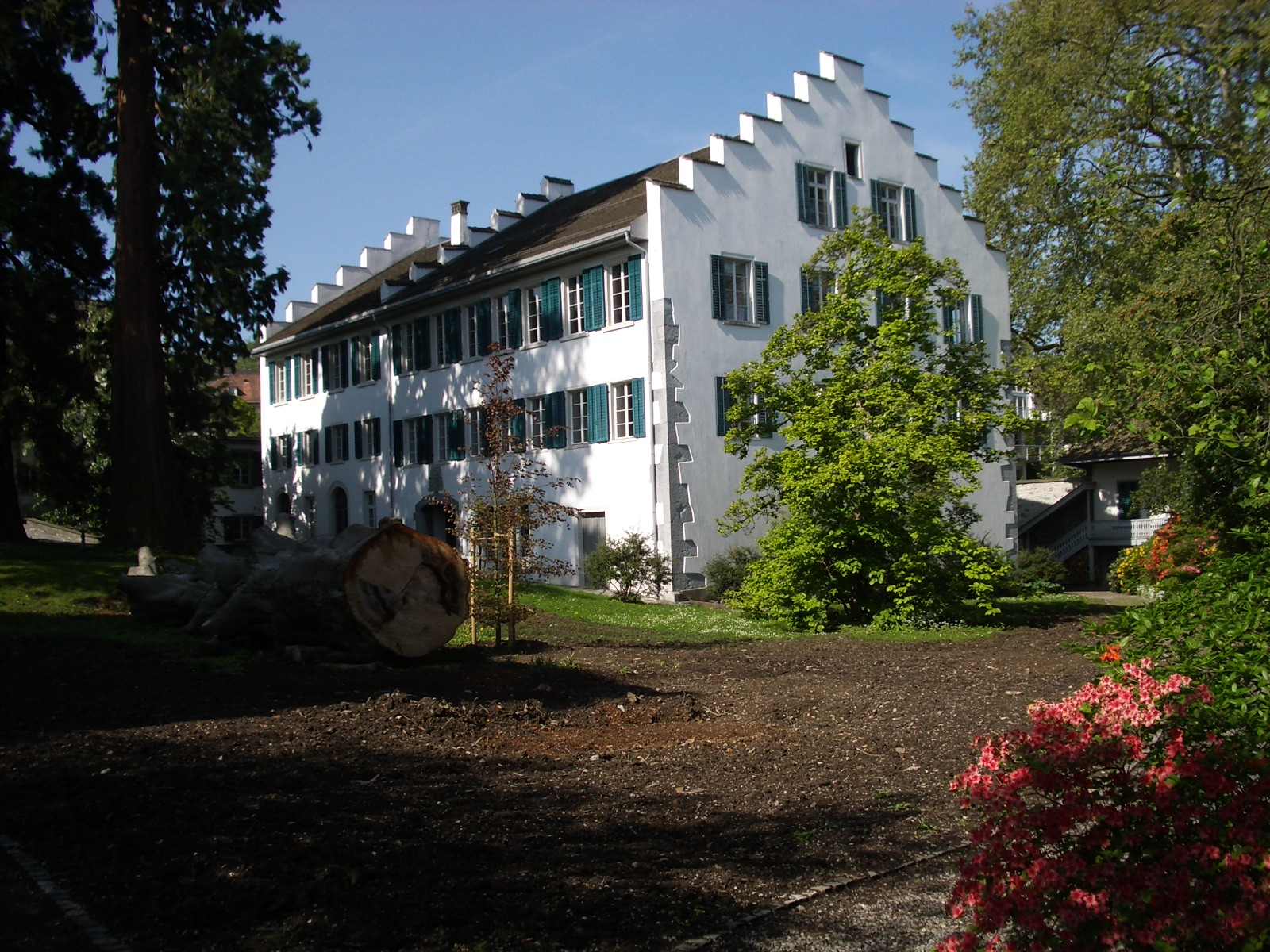
Nebengebäude

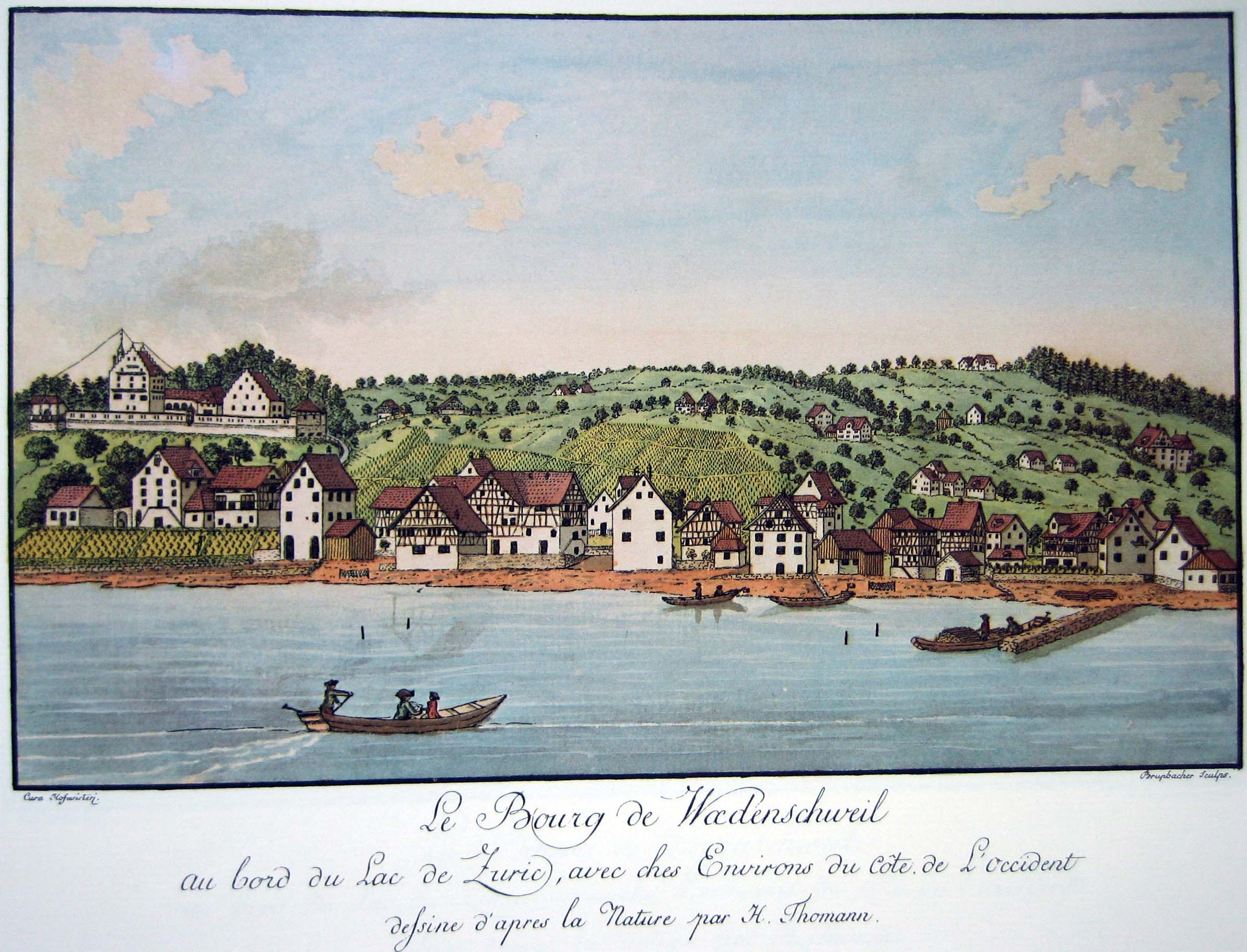
Schlossanlage oberhalb Wädenswil im Jahre 1794

Das Schloss Wädenswil steht auf einer Anhöhe auf dem Gebiet der Gemeinde Wädenswil, im Kanton Zürich.

## Geschichte
Nach der Reformation verkauften die Johanniter 1549 die Herrschaft Wädenswil mit allen Rechten an den Kanton Zürich. Die Komturei Wädenswil wurde von Zürich als Landvogtei dem Stadtstaat angegliedert. Damit konnte der Zürcher Rat seine Position am oberen linken Zürichseeufer auf Kosten des Johanniterordens stärken. Für den Landvogt wurde 1550 bis 1555 das Schloss Wädenswil erbaut. Die Burg Alt-Wädenswil musste nach einem Tagsatzungsbeschluss 1557 geschleift werden, weil Glarus und Schwyz befürchteten, sie könnte als Ausgangspunkt für kriegerische Aktionen des vergrösserten Stadtstaates Zürich werden. Während 250 Jahren regierten vom Schloss Wädenswil aus Zürcher Landvögte. Die Vogtei war bei den jeweiligen Anwärtern aus den gehobenen Zürcher Ständen sehr beliebt.
Im Januar und Februar 1613 wurden Hans Landis und andere Vertreter der Täuferbewegung von Bürgermeister Rahn und Antistes Johann Jakob Breitinger für zwei Glaubensdisputationen auf Schloss Wädenswil vorgeladen.
Nachdem 1798 die Herrschaft des Stadtstaates Zürich zusammengebrochen war, entstand in der Helvetik der Kanton Zürich. Das Schloss wurde zum Nationalgut erklärt und an die Gemeinde Wädenswil verpachtet. 1799 beschloss der neue helvetische Bildungsminister Philipp Albert Stapfer in dem leerstehenden Landvogteischloss eine Erziehungsanstalt einzurichten. Diese wurde 1800 unter der Leitung des Aarberger Pädagogen J.Th. Lutz für Knaben im Alter zwischen 11 und 15 Jahren eröffnet und bestand zwei Jahre.
Nach dem Zusammenbruch der Helvetik wollte die selbstbewusste Landbevölkerung ihre neu erworbenen Rechte behalten. Sie erhob sich gegen das aristokratische Zürich und es kam 1804 zum Bockenkrieg. Der Brandanschlag auf das Vogteischloss Wädenswil am 24. März 1804 war die erste Kriegshandlung der Aufständischen. Das Hauptgebäude wurde angezündet und brannte nieder.
1816 begann der Zürcher Architekt Hans Conrad Stadler mit dem Bau des heutigen, klassizistischen Schlosses. Nach Jahrzehnten in Privatbesitz entstand 1890 im Schloss die Deutschschweizerische Versuchsstation für Obst-, Wein- und Gartenbau, die 1968 in Eidgenössische Forschungsanstalt umbenannt wurde und heute als Agroscope Changins-Wädenwil (ACW) firmiert. Ihr erster Direktor war Hermann Müller-Thurgau, der Züchter der Riesling x Sylvaner-Rebe.

## Arboretum
Zum Schlosspark gehört das Arboretum Gehölzgarten, das sich am Abhang unterhalb des Schlosses befindet. Die ältesten Bäume der 10'000 Quadratmeter grossen Anlage stammen aus dem Jahr 1836. 1895 wies die Sammlung bereits über 500 Gehölzarten auf.
Weil die Botanik ihren Stellenwert in der Wissenschaft eingebüsst hat und im Arboretum nicht mehr geforscht wird, ist die Anlage seit 1987 nicht mehr dendrologisch betreut. Exponenten der Stadt Wädenswil, der Agroscope und der ZHAW haben im Jahre 2008 den Verein Landart im Schlosspark gegründet. Der Verein will den Gehölzgarten neu beleben.